# Липпман, Лаура
Лаура Липпман (англ. Laura Lippman; родилась 31 января 1959 года) — американская писательница детективной прозы.

## Биография
Лаура Липпман родилась 31 января 1959 года в Атланте, штат Джорджия, США и выросла в Колумбии, штат Мэриленд, США. Лаура Липпман — дочь писателя Тео Липпмана-младшего и Мэдлин Мэбри Липпман, сотрудницы школьной библиотеки . Дед Лауры по отцовской линии был евреем, а остальные ее предки — шотландцами и ирландцами. Лаура Липпман окончила школу в 1977 году.
Лаура Липпман работала репортером в еженедельных газетах "Сан-Антонио Лайт" и "Балтимор Сан". Но наиболее известна она становится написав серию романов, действие которых происходит в Балтиморе. Главная героиня книг Липпман — Тесс Монаган, репортер, ставший частным детективом. Книги Лауры Липпман были удостоены множества премий, таких как "Премия Агаты" (англ. Agatha Award), "Anthony Awards", "Премия Эдгар" (англ. Edgar), "Nero Award", "Gumshoe Awards" и "Shamus Award". "Что знают мертвые" (2007 год) стала первой книгой Лауры Липпман, попавшей в список бестселлеров по версии Нью-Йорк Таймс (англ. The New York Times Best Seller list), и была номинирована на премию Ассоциации писателей-криминалистов Великобритании (англ. Crime Writers' Association). В 2003 году Липпман написала детективный роман "Каждая секретная вещь", по которому в 2014 году был снят одноименный фильм с Дианой Лейн в главной роли.
Лаура Липпман состоит в браке с Дэвидом Саймоном, бывшим репортером газеты "Балтимор Сан", создателем и исполнительным продюсером сериала HBO "Прослушка" (англ. The Wire). Лаура снялась в эпизодической роли в сериале "Прослушка"  .
В 2010 году у Лауры Липпмана и Дэвида Саймона родилась дочь,  Джорджия Рэй Саймон.

### Цикл книг «Тесс Монаган»
- Балтиморский блюз (англ. Baltimore Blues) (1997)
- Чарующий город (англ. Charm City )(1997)
- Выстрел из прошлого (англ. Butchers Hill) (1998)
- Ворон и Голландка (англ. In Big Trouble) (1999)
- англ. The Sugar House (2000)
- англ. In a Strange City (2001)
- Девять пуль для тени (англ. The Last Place) (2002)
- англ. By A Spider's Thread (2004)
- англ. No Good Deeds (2006)
- англ. Another Thing to Fall (2008)
- англ. The Girl in the Green Raincoat (2011)
- англ. Hush, Hush (2015)

### Романы
- Каждая секретная вещь (англ. Every Secret Thing) (2004)
- англ. To The Power of Three (2005)
- О чем молчат мертвые (англ. What the Dead Know) (2007)
- англ. Life Sentences (2009)
- англ. I'd Know You Anywhere (2010)
- англ. The Most Dangerous Thing (2011)
- англ. And When She Was Good (2012)
- англ. After I'm Gone (2014)
- англ. Wilde Lake (2016)
- англ. Sunburn (2018)
- англ. Lady in the Lake (2019)